# Belén Rueda
María Belén Rueda García-Porrero (Madrid, 16 de março de 1965) é uma atriz espanhola.

## Filmografia
| Ano  | Filme                                 | Personagem         | Diretor                          |
| ---- | ------------------------------------- | ------------------ | -------------------------------- |
| 2004 | Mar adentro                           | Julia              | Alejandro Amenábar               |
| 2007 | El orfanato                           | Laura              | Juan Antonio Bayona              |
| 2007 | Savage Grace                          | Pilar Durán        | Tom Kalin                        |
| 2008 | 8 citas                               | Elena              | Peris Romano / Rodrigo Sorogoyen |
| 2010 | Los ojos de Julia                     | Julia Levin / Sara | Guillem Morales                  |
| 2010 | El mal ajeno                          | Isabel             | Oskar Santos                     |
| 2011 | No tengas miedo                       | Madre              | Montxo Armendáriz                |
| 2012 | El cuerpo                             | Mayka Villaverde   | Oriol Paulo                      |
| 2013 | Ismael                                | Nora               | Marcelo Piñeyro                  |
| 2013 | Séptimo                               | Delia              | Patxi Amezcua                    |
| 2016 | La noche que mi madre mató a mi padre | Isabel París       | Inés París                       |
| 2017 | Órbita 9                              | Silvia             | Hatem Khraiche                   |
| 2017 | Perfectos desconocidos                | Eva                | Álex de la Iglesia               |
| 2018 | El cuaderno de Sara                   | Laura              | Norberto López Amado             |
| 2018 | No dormirás                           | Alma Böhn          | Gustavo Hernández                |
| 2018 | El pacto                              | Mónica             | David Victori                    |
| 2018 | 30 monedas de plata                   | Julia              | César Morales Fernández          |
| 2021 | La Familia Perfecta                   | Lucía              | Arantxa Echevarría               |

## Prêmios
Em 15 de Setembro de 2018 a atriz ganhou o Premio Latinos de Ouro (Latinos de Oro) no Festival Premios Latino em Marbella, Espanha.